# Coll d'Èguet
El coll d'Èguet és un coll de carretera del terme municipal d'Èguet, de l'Alta Cerdanya.
Està situat a 1.614 metres d'altitud, a llevant de l'extrem nord de l'enclavament de Llívia, al nord d'Estavar, al sud-est de Targasona i al sud d'Èguet.